# ジョン・ホーキンス
ジョン・ホーキンス（John Hawkins, 1532年 - 1595年11月12日）は、イングランドの海賊、私掠船船長、奴隷商人、海軍提督。1532年イングランドのプリマスで生まれる。アルマダの海戦の指揮官フランシス・ドレークの従兄弟であり、ホーキンスもアルマダの海戦で活躍した。

## 政治家としてのホーキンス
スペイン語に堪能でスペインの捕虜になった部下を救おうとした際、当時のイングランド女王エリザベス1世暗殺計画を察知し、一世一代の大芝居を打った。スペイン国王フェリペ2世の信任があったフェリア公夫人のお気に入りだったスペイン捕虜で特別にイギリスに帰国を許されたジョージ・フィッツウィリアムを利用した。1571年、フェリペ2世の信任をついに勝ち取り、同年9月に暗殺計画の関係者をセシルにより一網打尽にした。その際、スペイン大使も追放になったが、ホーキンスの友情に感謝しながら去って行った。フェリペ2世ですら騙されたことに気づかなかったという。

## 第1回航海 (1562–1563)
ジョン・ホーキンスは、奴隷貿易への投資のため、富裕商人のシンジケートを組織した。1562年、彼は3隻の船でシエラレオネを経由し、カリブ海に向かった。彼らはポルトガルの奴隷船を乗っ取り、カリブ海諸国で301人の奴隷を売買した。スペイン当局に2隻の船は捕らえられたが、彼はサントドミンゴで奴隷を売り、ロンドンの投資家に払う利益を得た。このことが原因で、スペインはすべての英国船に対して、西インド諸島で貿易を行うことを禁じた。1563年、彼が最初にアフリカからカリブ海諸国と南アメリカに奴隷を運んだ。

## 第2回航海 (1564–1565)
2度目の航海は、成功だった。1564年、女王エリザベス1世はホーキンスと提携し、700トンの巨大キャラック船ジーザス・オブ・リューベック号(Jesus of Lübeck)を提供した。ホーキンスは3隻の小型船と共に、1回目よりも長期間でより遠くまでの航海を開始した。ホーキンスは海賊行為を働きながら、バルブラタ（Borburata）に向かった。バルブラタに到着するまでに、彼は400人程の奴隷を捕まえていた。バルプラタの後、リオ・デ・ラ・ハチャ（Rio de la Hacha）に向かった。スペイン当局者は、税をかけてホーキンスが奴隷を売ることを妨害しようとした。ホーキンスは税の支払いを拒み、「町を燃やすぞ」と脅した。奴隷を売却した後、彼は休息のため、フロリダのフランス人植民地に向かった。 1566年9月、イングランドに帰還した。遠征は成功し、彼に投資した人たちは60%の利益を得た。

## 第3回航海 (1567–1569)
1567年にホーキンスは3度目の航海を開始した。彼はポルトガルの奴隷船マドレ・デ・デウス号（Madre de Deus)を捕らえ、多くの奴隷と積荷を得た。彼は大西洋で約400人の奴隷を捕らえた。サン・フアン・デ・ウルア（現在のベラクルス）で、彼は新しい副王マルティン・エンリケス・デ・アルマンサを植民地に運んでいる強大なスペイン軍に遭遇した。サン・フアン・デ・ウルアの戦い (1568年)が勃発し、2隻のみが破壊から免れた。イングランドへの帰路の航海は惨めなものであり、後のアルマダの海戦までに従兄弟のドレークとともに雪辱を期すことになる。

## 最期の航海（1595）
フランシス・ドレークとともに出た最期の航海は目的を達成できず、プエルトリコ島のサン・ファンにて赤痢のために死亡した。

## エピソード
サンタ・クルスにおいて決闘騒ぎが起こった際、その一人エドワード・ダッドリーを止めようとして小競り合いになった。その際、司令官に逆らった罪として死罪を言い渡した後、銃口を下げて「裁きは終った。君は自由だ」という言葉で無条件で許した。ドレークもその光景を見ていた。